# Shamilia Connell
Shamilia Shontell Connell (* 14. Juli 1992 in Barbados) ist eine barbadische Cricketspielerin, die seit 2014 für das West Indies Women’s Cricket Team spielt.

## Kindheit und Ausbildung
Sie begann Cricket in der Grundschule, konzentrierte sich dann jedoch zunächst auf die Leichtathletik. Nach der Schule wurde sie überzeugt für Barbados Cricket zu spielen.

## Aktive Karriere
Das Debüt in der Nationalmannschaft absolvierte sie im WTwenty20-Cricket auf der Tour gegen Neuseeland im September 2014. Im November folgte dann ihr Debüt im WODI-Cricket bei der Tour in Australien. Bei der Tour gegen Pakistan im Oktober 2015 konnte sie im vierten WODI 3 Wickets für 32 Runs erzielen. Ihre erste Teilnahme an einer Weltmeisterschaft erfolgte beim ICC Women’s World Twenty20 2016. Im Sommer darauf war sie auch Teil der west-indischen Mannschaft beim Women’s Cricket World Cup 2017 und absolvierte dabei zwei Spiele. Im März 2018 gelangen ihr bei der Tour in Neuseeland im fünften WTwenty20 3 Wickets für 35 Runs. Auf der Tour in Pakistan erreichte sie im ersten WTWenty20 3 Wickets für 29 Runs. Ebenfalls 3 Wickets (3/14) gelangen ihr im fünften WTwenty20 auf der Tour in England, wofür sie als Spielerin des Spiels ausgezeichnet wurde.
Ihr nächstes Spiel in der Nationalmannschaft absolvierte sie im Juni 2021, wobei sie auf der Tour gegen Pakistan 3 Wickets für 21 Runs erzielte. Im November konnte sie auf der Tour in Pakistan 3 Wickets für 18 Runs erreichen. Im Februar 2022 gelangen ihr in Südafrika im dritten WODI 4 Wickets für 52 Runs erreichen. Beim nachfolgenden Women’s Cricket World Cup 2022 erreichte sie gegen England 3 Wickets für 38 Runs. Bei den Commonwealth Games 2022 trat sie für Barbados an, erzielte jedoch beim Ausscheiden in der Vorrunde in drei Spielen nur ein Wicket. Beim ICC Women’s T20 World Cup 2023 gelangen ihr dann 3 Wickets für 24 Runs gegen Irland.